# Fagner Conserva Lemos
Fagner Conserva Lemos (sinh ngày 11 tháng 6 năm 1989) là một cầu thủ bóng đá người Brasil chơi cho Corinthians và đội tuyển quốc gia Brasil.

## Sự nghiệp quốc tế
Tính đến ngày 10 tháng 9 năm 2019
| Brasil | Brasil | Brasil |
| Năm    | Trận   | Bàn    |
| ------ | ------ | ------ |
| 2017   | 3      | 0      |
| 2018   | 5      | 0      |
| 2019   | 2      | 0      |
| Tổng   | 10     | 0      |